# Drugi nicejski koncil
Drugi nicejski koncil oziroma Sedmi vesoljni cerkveni zbor je potekal od 24. septembra do 23. oktobra 787 v Efezu v Mali Aziji (danes Turčija in v Konstantinoplu, glavnem mestu Bizantinskega cesarstva. Obsodil je ikonoklazem oziroma boj zoper svete kipe in podobe kot heretičen. Razglasil je kot dogmo, da je svete kipe in podobe dovoljeno in priporočljivo častiti. 

## Zgodovina
Bizantinski cesar Leon Izavrijec (717-741) je izdal 727 odlok, s katerim prepoveduje češčenje svetih podob, kakor tudi slikanje svetih prizorov; po njegovem mnenju je to predstavljalo malikovanje. Cesar je postavil ikonoklazmu naklonjenega patriarha Anastazija. Pridrvel je z vojsko pred Rim, vendar ni mogel izterjati davkov od Rimljanom. Papež je cesarju sporočil, da nima oblasti vmešavanja v cerkveno učenje in da se mu glede tega ne bo uklonil. Če bi se tedaj povezal z njemu  naklonjenim langobardskim kraljem Liutprandom, kakor tudi z vedno močnejšimi Franki, bi bil za vedno izgnal iz Italije Bizantince.  Vsemu navkljub je ta papež še naprej ostal zvest podanik Bizantincev. 

Ko pa je papež Gregor patriarha in druge ikonoborce izobčil, je cesar rimskemu patriarhatu odvzel pokrajino Ilirik ter jo podredil carigrajskemu patriarhatu. Njegov naslednik Konstantin Kopronim (741-775) je sklical brez papeževega privoljenja v Konstantinoplu 754 sinodo, ki je obsodila češčenje podob in izobčila vse častilce podob (iknonofile), vključno z Janezom Damaščanskim, glavnim nasprotnikom ikonoklazma. Njegov naslednik Leon Hazar je bil do častilcev svetih podob že bolj strpen.
Po njegovi smrti je v imenu mladoletnega prestolonaslednika Konstantina (780-797) vladala njegova mati Irena Atenska (797-802), ki je glede češčenja podob v vsem soglašala s papežem in je tudi sklicala v zvezi s tem vesoljni cerkveni zbor.
Najprej so se koncilski očetje zbrali na zborovanje v Carigrad; ker so jih pa ikonoklastično nastrojeni vojaki napadli, jih je cesarica Irena dala prepeljati v Nicejo. Poleg vzhodnih škofov sta pripotovala tudi papeževa odposlanca arhiprezbiter Peter in opat Peter, ki sta odprla prvo sejo 24. septembra 787.

## Vsebina
Drugi nicejski koncil je trajal od 24. septembra do 23. oktobra 787. Imel je 8 sej. Sklicala ga je cesarica Irena Atenska, ki je bila takrat skrbnica mladoletnega cesarja  Konstantina VI. na željo papeža Hadrijana (772-795), ki je poslal dva svoja odposlanca, da sta poleg  carigrajskega patriarha Tarazija predsedovala v papeževem imenu sejam. Obravnavali so razna disciplinska vprašanja v zvezi z življenjem redovnikov, duhovnikov in škofov. Osrednje vprašanje pa je bilo češčenja svetih podob (ikon, fresk, kipov) v zvezi z bizantinskim ikonoklazmom, ki so ga skozi pol stoletja izvajali bizantisnki cesarji - in ga ni mogel končati niti ta koncil.

Na četrti seji so obravnavali osrednji predmet koncila takole: 
Mi (koncilski očetje Drugega nicejskega koncila) pozdravljamo spodbude Gospoda (Jezusa Kristusa) in njegovih apostolov, po katerih smo bili poučeni, da častimo na prvem mestu tisto, ki je prava in resnična Mati Božja in povzdignjena nad vse nebeške sile; častimo tudi svete in angelske sile, kakor tudi blažene in častitljive apostole, slavne preroke in zmagovite mučence, ki so se bojevali za Kristusa; častimo tudi svete in Boga noseče cerkvene učitelje in vse svete može, h katerim se zatekamo po priprošnjo; oni so namreč zmožni, da posredujejo za nas pri vsemogočnem Bogu, kralju vsega stvarstva, vse dokler se držimo njegovih zapovedi in se trudimo živeti krepostno. Poleg tega pozdravljamo podobo častitljivega in življenje-dajočega Križa ter svete relikvije svetnikov. Mi sprejemamo tudi češčenje svetih in častitljivih podob: mi to češčenje pozdravljamo in ga sprejemamo, v skladu s starodavnim izročilom svete katoliške Božje Cerkve. To učijo naši sveti očetje, ki so tudi sprejemali te reči in jih utrdili v najsvetejši Božji Cerkvi ter na vseh mestih svojega vplivanja. Te častitljive in častivredne podobe, kot smo že dejali, mi častimo in pozdravljamo ter spoštljivo slavimo. Pod tem razumevamo podobo učlovečenja našega velikega Boga in Zveličarja Jezusa Kristusa, podobo brezmadežne Device in presvete Matere Božje, od katere je izvolil sprejeti telo (meso), da bi nas rešil in zveličal od brezbožnega malikovanja. Častimo torej podobe svetih in netelesnih angelov, ki so se nam prikazovali v človeški podobi. Na podoben način častimo tudi kipe in upodobitve bogomilih in hvalevrednih apostolov, kakor tudi o Bogu govorečih prerokov, pa tudi bojujočih se mučencev in svetih mož. Po njihovi priprošnji in posredovanju bomo lahko tudi mi premišljevali in se spominjali njihovega zgleda ter postali deležni njihove svetosti.

### Potek vesoljnega cerkvenega zbora
- Prva seja (24. september 787) 
Trije vzhodni škofje so se opravičili zaradi zagovarjanja herezije ikonoklazma.
- Druga seja (26.  september) 
Papeževa odposlanca prebereta pismo papeža Hadrijana; prosita zbor, naj odobri češčenje podob; na to koncilski očetje odgovorijo: »Mi to izpovedujemo, mi to sprejemamo, mi to dovoljujemo.«
- Tretja seja (28. september) 
Škofje dajejo svoje predloge, ki jih koncil sprejme.
- Četrta seja (1. oktober) 
Da je češčenje svetih podob dovoljeno in zakonito, so koncilski očetje dokazovali iz svetega pisma: 1 Mz 31,34; 2 Mz 25, 19s; 4 Mz 7,89; Ezekijel 41,18; Hebr 9,5s. Posebne poudarek je dala obilica navedkov iz cerkvenih očetov. Njihovo ugled in avtoriteta sta bila za oblikovanje koncilskih sklepov odločilna. [4]
- Peta seja  (4. oktober) 
Škofje so se strinjali v ugotovitvi, da ikonoklastična herezija  pravzaprav izhaja od Judov, muslimanskih Saracenov in iz manihejstva.
- Šesta seja  (6. oktober) 
Prebrali so določbe carigrajske sinode iz 754, ki je ukazovala ikonoklazem in jih obsodili.
- Sedma seja (13. oktober) 
Koncil sprejme izpoved vere, ki vsebuje češčenje svetih podob. Podal je jasno razliko med češčenjem, ki gre Bogu, in med tistim, ki ga prek svetih podob naklanjamo Mariji, angelom in svetnikom. [5]
- Osma seja (23. oktober 787) je kot zadnja potekala v carigrajski palači Mangaura. Bila sta navzoča tudi cesarica Irena in njen sin – ter sta tudi oba podpisala koncilske odloke.

### Določbe
Na koncilu so torej obravnavali pomen in dovoljenost češčenja svetih podob. Obsodbe ikonklazma – boja proti svetim kipom in podobam – so zgostili v 22 kánonov.
Ta koncil je obsodil ikonoklazem oziroma več kot stoletni boj bizantinskih cesarjev zoper svete kipe in podobe kot heretičen. Razglasil je kot dogmo, da je svete kipe in podobe dovoljeno in zveličavno, torej priporočljivo častiti. Poudaril je, da se češčenje nanaša na osebo, ki jo predstavlja podoba in ne na snov, iz katere je podoba narejena. Poudaril je razloček med Božjim češčenjem, ki se nanaša na Boga, ter češčenjem, ki se nanaša na ustvarjena bitja: Blaženo devico Marijo, angele in svetnike.